# Mont Avril
Le mont Avril est un sommet des Alpes situé à la frontière entre l'Italie et la Suisse. Il domine la Fenêtre de Durand, un col reliant le val de Bagnes au Valpelline.